# Chelidonium majus
Pour les articles homonymes, voir Chélidoine (homonymie).
Espèce
Classification phylogénétique
Répartition géographique
Chelidonium majus (« grande hirondelle » en latin), la Grande chélidoine (prononcer [kelidwan]) ou Grande éclaire, Chélidoine élevée ou Herbe à la verrue, est une espèce plantes à fleurs de la famille des Papavéracées. On l'appelle aussi herbe aux verrues ou herbe à verrues car son latex jaune-orangé toxique est utilisé pour éliminer les verrues (attention à ne pas confondre avec Euphorbia helioscopia qui porte également le même nom vernaculaire).

## Phytonymie

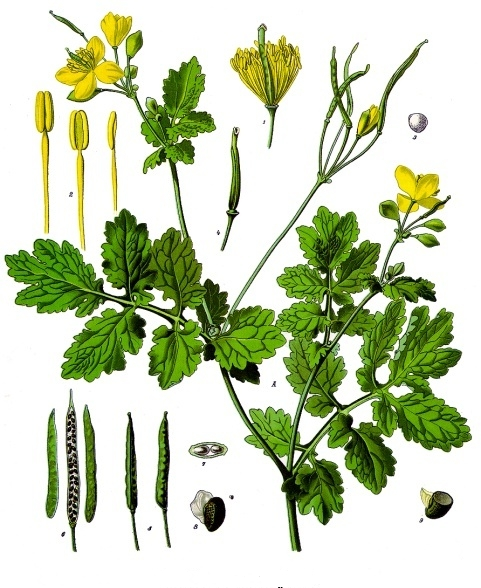
Planche botanique.

### Nomenclature, étymologie
L’espèce a été décrite par Linné en 1753 sous le nom de Chelidonium majus, dans Species Plantarum 1: 505–506.
Le nom de genre Chelidonium est dérivé de χελιδών – khelidôn « hirondelle » .
Le médecin grec du Ier siècle Dioscoride (MM, II, 180) lie les migrations des hirondelles à la vie végétative de cette espèce. Parlant de cette plante, qu'il nomme aussi χελιδονιον μέγα chelidonium mega et il indique : « Il semble qu’elle fut nommée χελιδονιον chelidonium parce que qu’elle croit quand les hirondelles arrivent qu’elle se fane quand elles partent. Certains ont rapporté que si l'une des jeunes hirondelles était aveugle, la mère hirondelle en lui offrant cette herbe guérirait la cécité »,
L’épithète spécifique majus vient du latin major, « plus grand, grand », comparatif de magnus, « grand ».
L'étymologie populaire qui voudrait donner comme origine le latin cœli donum (« don du ciel ») ne doit pas être retenue. Maurice Mességué rappelle la légende rapportée par Pline l'Ancien : le nom de la plante serait dû au fait que les hirondelles frottent les yeux de leurs petits avec des fragments de cette plante pour les ouvrir. Le latex caustique permettrait l'ouverture de l'ourlet de peau chez les petites hirondelles.

### Noms vernaculaires
La plante porte de nombreux noms vernaculaires : Chélidoine majeure, grande éclaire, herbe aux boucs, herbe de l'hirondelle, herbe de Saint-Clair, lait de sorcières ou  lait de démon, herbe du diable, sologne, félongène, felougne. Le nom d'éclaire fait référence aux fleurs d'un jaune vif qui « éclairent la venue du printemps », évoquant des petits soleils végétaux qui semblent source de lumière, d'où l'utilisation de la plante comme antiophtalmique (elle était même censée rendre la vue aux aveugles) en vertu de la théorie des signatures. Sa référence au diable ou au démon rappelle la légende de Nahash, serpent doué de parole qui est condamné à ramper pour avoir séduit Ève. Le reptile dépité crache trois fois son venin duquel naît la jusquiame, le datura et la chélidoine.

## Histoire
La grande chélidoine était considérée depuis des temps reculés comme une plante magique associée à la magie noire.

Les alchimistes du Moyen Âge ont vu dans la sève de la Grande éclaire de couleur jaune, le moyen de transformer les vils métaux en or, d'où son surnom de « don du ciel ».

## Description

### Appareil végétatif
Cette espèce est très variable, en particulier dans la forme des feuilles et dans leurs divisions. On a décrit plus de vingt variétés.
Plante vivace, elle vit en touffes sur un rhizome souterrain épais atteignant 90 cm de hauteur. La tige dressée et ramifiée atteint 30 à 50 cm de haut. Elle est creuse, cylindrique, cassante, hérissée de poils épars. Elle porte sur ses articulations noueuses des feuilles alternes. Les feuilles et tiges sectionnées laissent échapper un abondant latex jaune à orange, couleur due à son pigment (la chélidoxanthine) qui s'oxyde à l'air. Elle dégage une odeur vireuse.
La plante présente une hétérophyllie marquée : les feuilles inférieures en rosette sont pétiolées, les feuilles caulinaires du sommet sont sessiles, alternes, pennatiséquées à 5-7 segments ovales (le segment terminal, cunéiforme, est plus développé), incisés-lobés. Elles sont molles, imparipennées et crénelées (parfois dentées), de couleur un peu glauque (surtout en dessous).

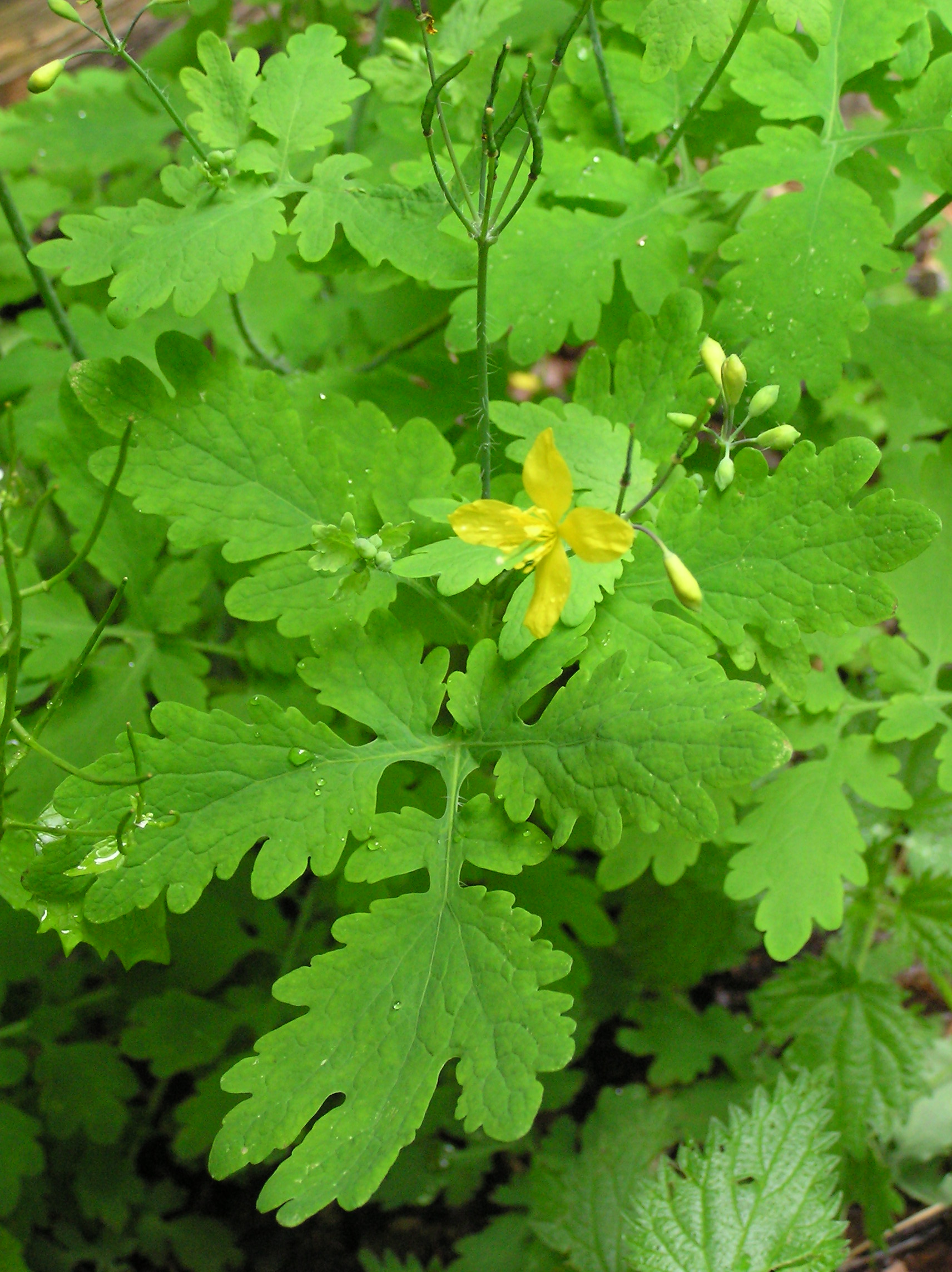
Habitus.
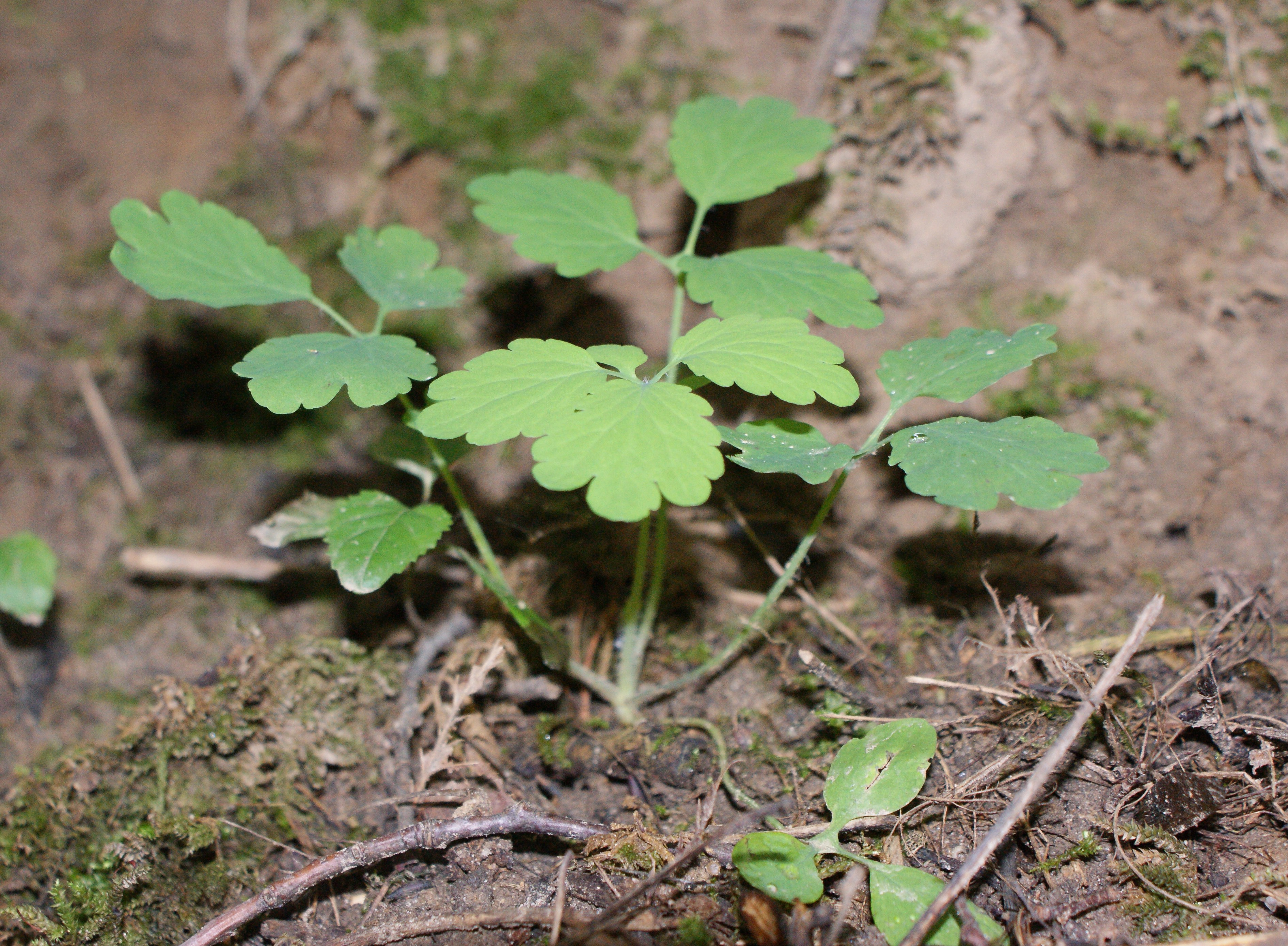
Semis.
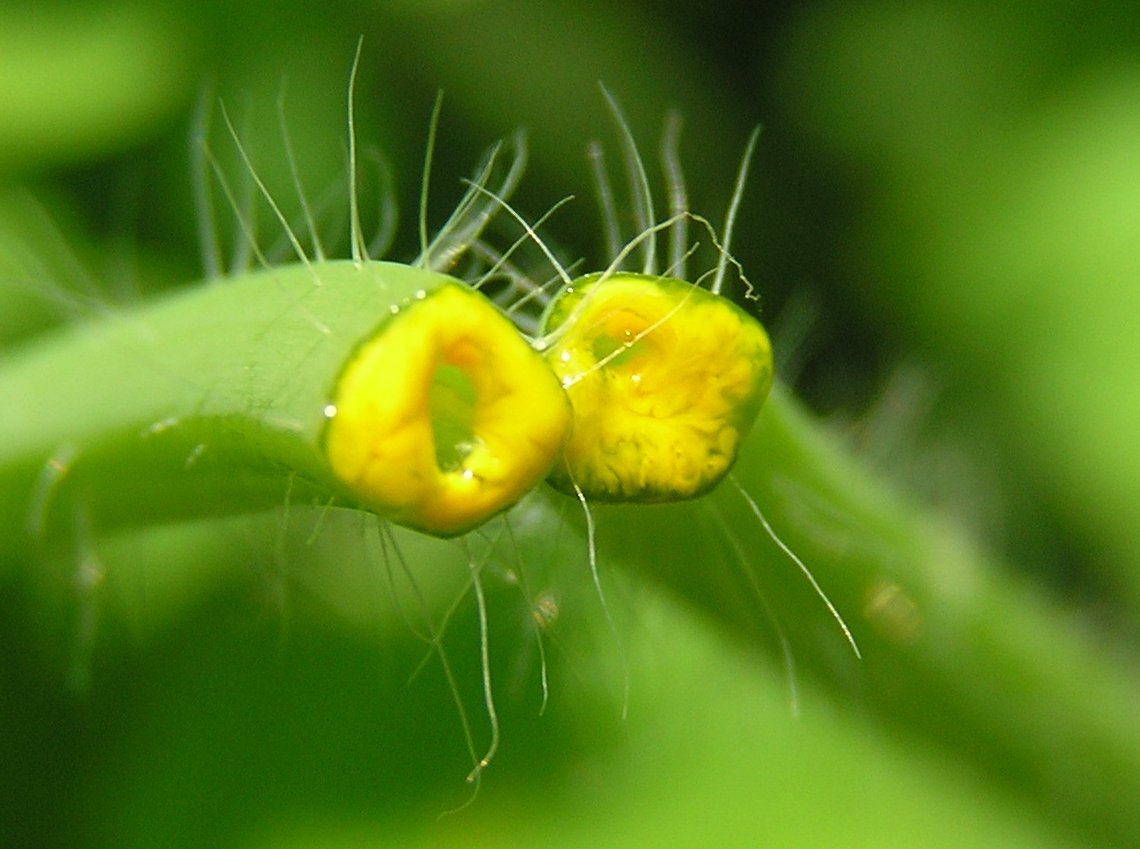
Latex jaune de la plante.
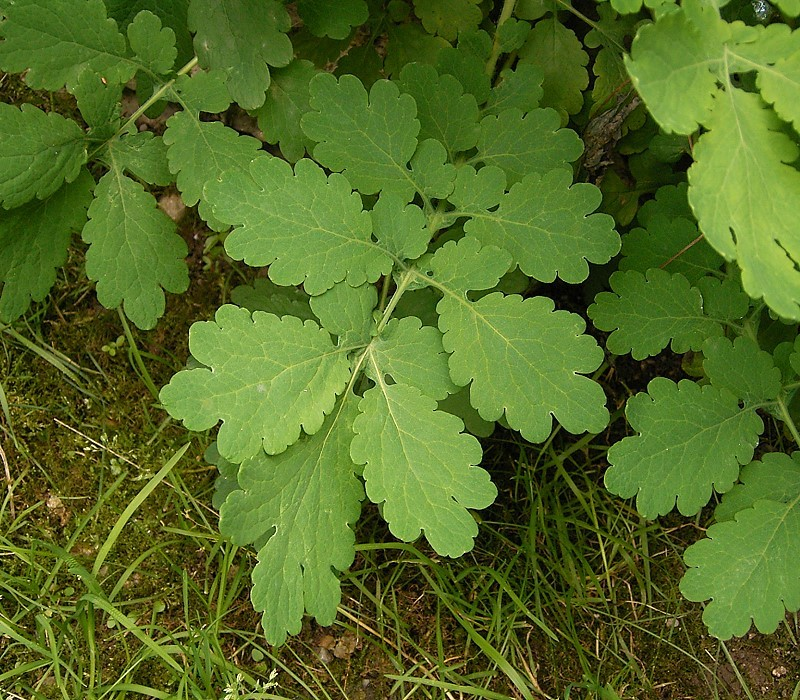
Feuille caulinaire.

### Appareil reproducteur
La floraison a lieu d'avril à octobre. Les fleurs actinomorphes à l'extrémité de longs pédoncules inégaux (pubescents puis glabres), sont regroupées en cyme contractée ombelliforme pauciflore (2 à 7 fleurs). Elles ont environ 2 cm de diamètre. Le calice velu est formé de deux sépales verts caducs. La corolle est composée de quatre pétales jaunes rapidement caducs. L'androcée comprend plus de 15 étamines de 8 mm de longueur, de la même couleur que les pétales, avec un filet élargi vers le haut puis brusquement rétréci au voisinage de l'anthère. Le pistil est surmonté d'un style très court (1 mm de longueur) et de deux stigmates obliques.
Après fécondation l'ovaire se transforme en capsule linéaire, glabre, longue de 3 à 5 cm et qui ressemble beaucoup à une gousse ou silique glabre, non cloisonnée, avec ses deux valves s'ouvrant de bas en haut. Cette capsule est irrégulièrement bosselée par les petites graines noires réniformes qui sont disposées sur deux rangs. Elles possèdent un élaïosome blanc-jaunâtre qui attire les fourmis assurant la dispersion des graines (myrmécochorie), notamment de mur en mur.

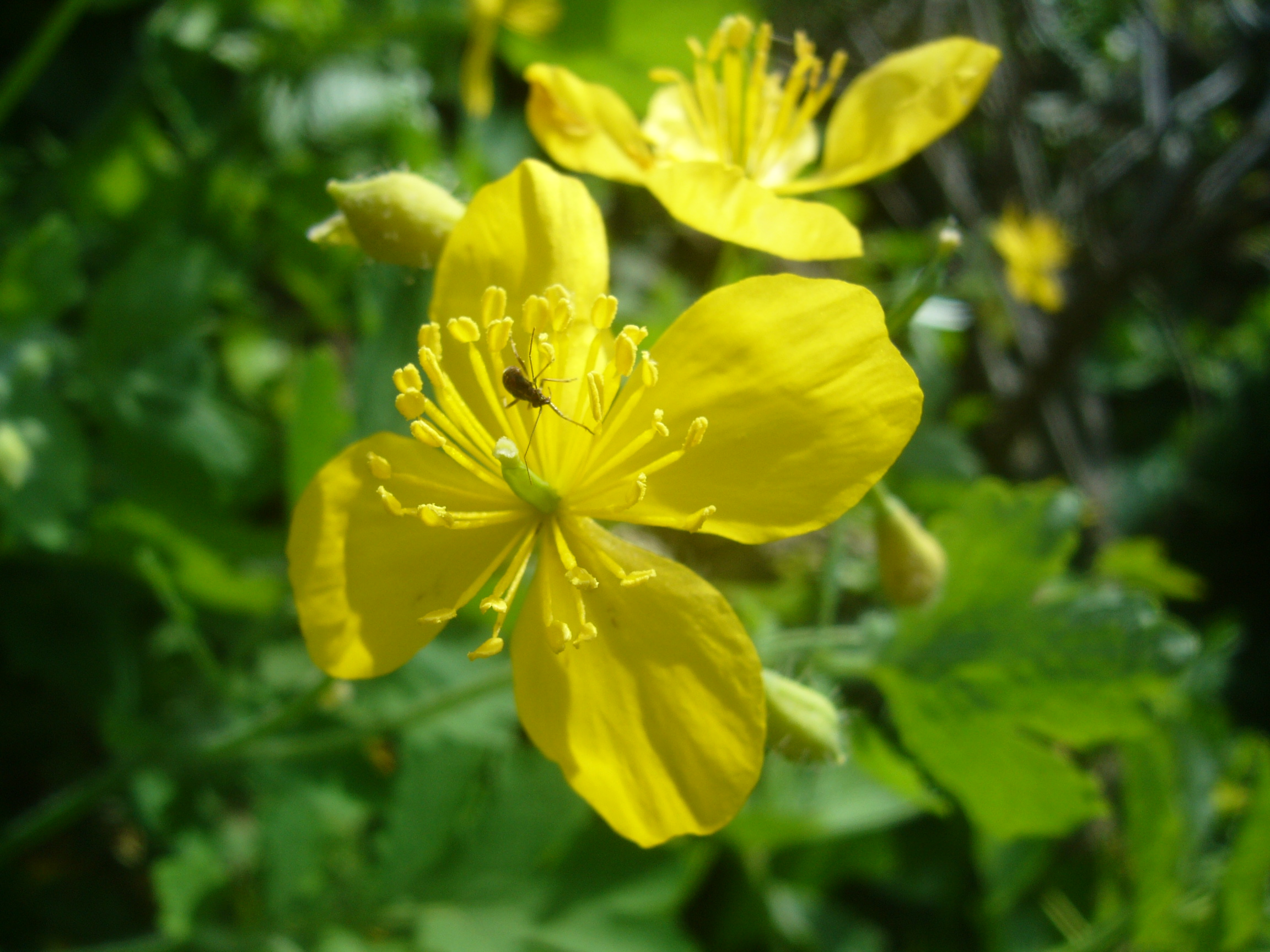
Fleur.
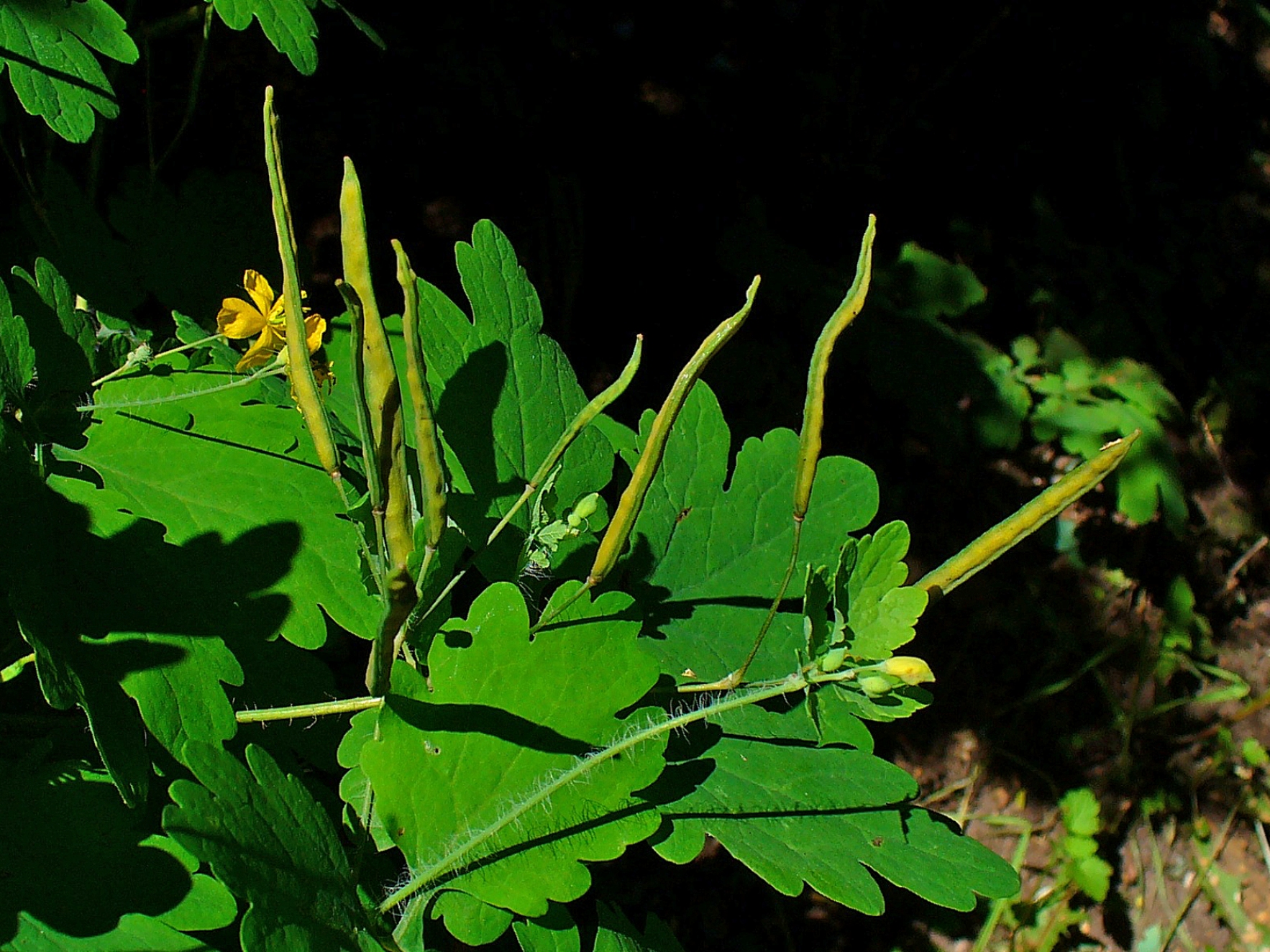
Fruits.
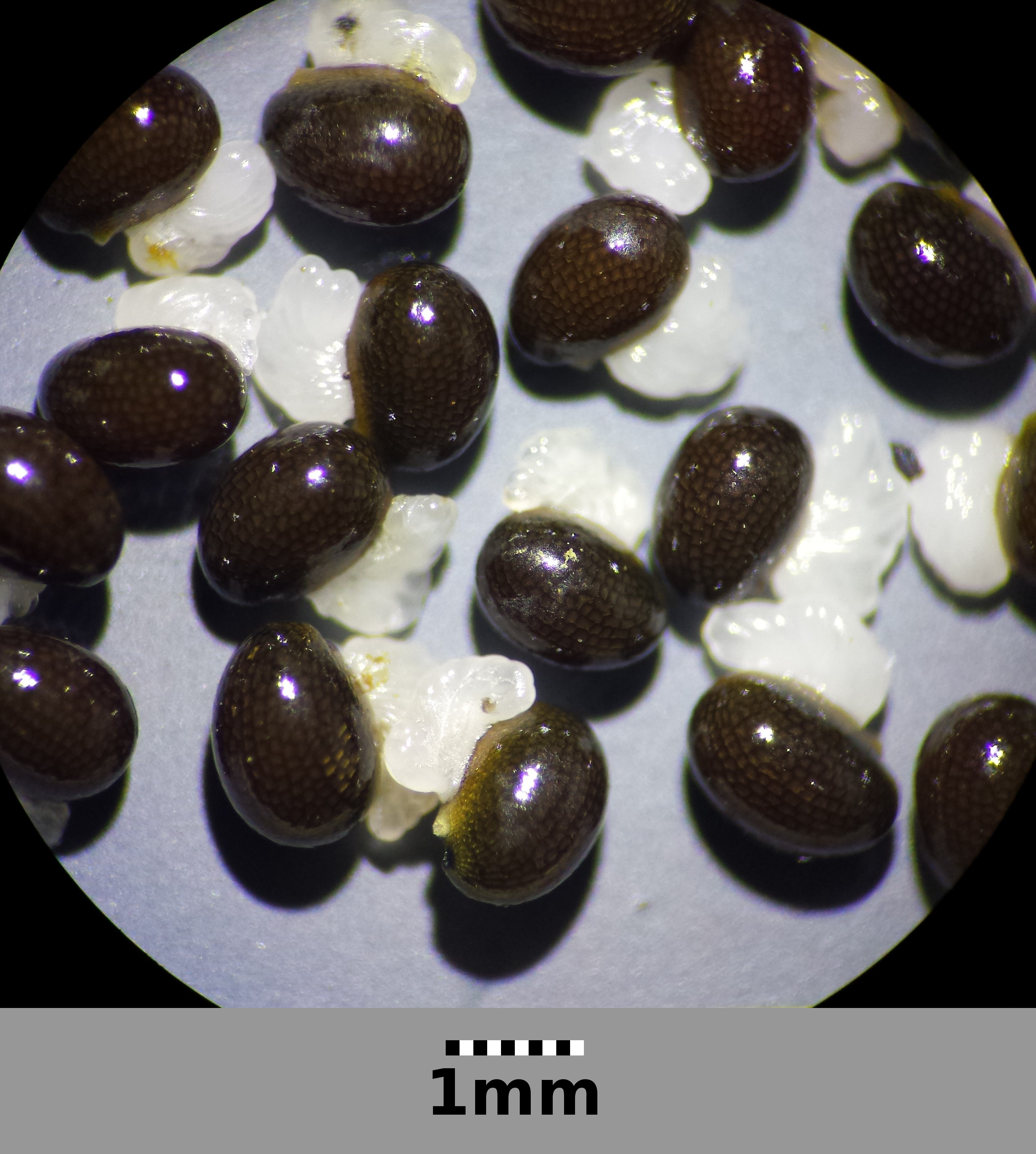
Graines avec élaïosome.

## Aire de répartition
Selon POWO, cette espèce est originaire d’une aire importante allant d’Europe occidentale (sauf la Grande-Bretagne) jusqu’à la Sibérie occidentale, du Maghreb à la Turquie et l’Iran et plus à l’est, la Chine.
Elle a été introduite en Grande-Bretagne et Irlande, en Amérique du sud (Argentine, sud Brésil), États-Unis, Canada, Nouvelle-Zélande.

## Habitat
Hémicryptophyte érigé à rosette, cette plante bioindicatrice pousse à partir du printemps sur le bord des chemins, dans les décombres, le long des murs (classe des Parietarietea judaicae, correspondant aux végétations nitrophiles de parois bien exposées au soleil) ou à l'orée des forêts riveraines et rudéralisées (ourlet frais nitrophile des Galio-Urticetea). Nitrophyte, elle est considérée comme un indicateur d'azote vivant en situation de demi-ombrage. La chélidoine a besoin d'un sol calcaire. Lorsqu'on la rencontre sur sol neutre ou acide, cela indique la présence de roches calcaires introduites : pierres calcaires d'un mur, remblais de roches calcaires...

## Toxicité
Le latex et les extraits de C. majus sont riches en diverses substances biologiquement actives, principalement de petites molécules comme les alcaloïdes benzylisoquinoléiques (comme la chélidonine, sanguinarine, chélérythrine, coptisine, berbérine, protopine, stylopine, canadine), les flavonoïdes (rutine, quercétine, lutéoline), les acides phénoliques (acide gallique, acide chlorogénique), les acides gras insaturés (acide linoléique, acide oléique), les caroténoïdes, les saponines, entre autres.
La plante est rarement ingérée à cause de son odeur et de son goût désagréables, qui lui a valu le surnom d'herbe du bouc. L'ingestion peut causer des nausées, vomissements, crampes abdominales, diarrhées et déshydratations.

## Utilisation
Le suc (latex) qui s'échappe quand on casse la feuille ou tige de la chélidoine contient une trentaine d'alcaloïdes toxiques : concentrés jusqu'à 2 % dans les parties souterraines, ils servent de défense contre les herbivores, dont la spartéine, agent antiarythmique, et la coptisine (en), qui possède des propriétés antimitotiques.
La chélidoine a été expérimentée en homéopathie par Hahnemann et ses élèves.
Elle agit également sur la circulation sanguine en élargissant les coronaires et en augmentant la tension.
Ses alcaloïdes ont un effet bactéricide.
Mais en raison de sa toxicité, les remèdes à base de chélidoine ne doivent être employés que sous contrôle médical.
La pharmacopée traditionnelle lui attribue des propriétés médicinales externes (décoction légère des feuilles ou suc dilué de la plante) ; et internes (en infusion) : analgésique, diurétique, cholérétique, cholagogue, antispasmodique, dépuratif des voies biliaires pour guérir certaines maladies du foie. On l'a notamment utilisée :
- contre les verrues ; C'est en appliquant plusieurs fois son latex sur les verrues que celles-ci sont détruites plus ou moins rapidement (de même pour les durillons et les cors)[19], d'où son surnom d'« herbe aux verrues »[20] ;
- comme collyre antiophtalmique pour soigner les ulcères des paupières, blépharites, ophtalmies chroniques)[réf. nécessaire] ;
- contre les rhumatismes[21] ;
- contre la météorisation du bétail, d'après une étude ethnobotanique de  Françoise et Grégoire Nicollier (1984)[22] ;
- elle était censée préserver de la peste[21].

## Symbolique

### Calendrier républicain
Dans le calendrier républicain, la Chélidoine était le nom attribué au 29e jour du mois de pluviôse, correspondant généralement au 17 février grégorien.